# Oas (Albay)
Oas è una municipalità di seconda classe delle Filippine, situata nella Provincia di Albay, nella Regione del Bicol.
Oas è formata da 53 baranggay:
- Badbad
- Badian
- Bagsa
- Bagumbayan
- Balogo
- Banao
- Bangiawon
- Bongoran
- Bogtong
- Busac
- Cadawag
- Cagmanaba
- Calaguimit
- Calpi
- Calzada
- Camagong
- Casinagan
- Centro Poblacion

- Coliat
- Del Rosario
- Gumabao
- Ilaor Norte
- Ilaor Sur
- Iraya Norte
- Iraya Sur
- Manga
- Maporong
- Maramba
- Moroponros
- Matambo
- Mayag
- Mayao
- Nagas
- Obaliw-Rinas
- Pistola
- Ramay

- Rizal
- Saban
- San Agustin
- San Antonio
- San Isidro
- San Jose
- San Juan
- San Miguel
- San Pascual (Nale)
- San Ramon
- San Vicente (Suca)
- Talisay
- Talongog
- Tapel
- Tobgon
- Tobog
- Tablon